# Dinar bahreïni
Pour les articles homonymes, voir BHD.
Le dinar bahreïnien ou dinar de Bahreïn est la monnaie officielle de Bahreïn (le code ISO 4217 est BHD) depuis 1965 quand il remplace la roupie du Golfe.

## Historique
Un dinar se divise en 1 000 fils.
Il a un taux de parité fixe avec le dollar américain : 1 USD = 0,376 BHD.
Le 7 juin 2021, c'est la deuxième devise la plus chère du monde à 2,61 € pour 1 BHD et l'une des sept dont le taux de change est supérieur à 1 euro pour une unité monétaire.
Les autres sont, par ordre décroissant de valeur:
- le dinar koweïtien -             KWD : 3,20 €
- le rial omanais -                OMR : 2,56 €
- le dinar jordanien -             JOD : 1,39 €
- la livre sterling -              GBP : 1,16 €
- le dollar des îles Caïmans -     KYD : 1,18 €[2]
- le franc suisse - CHF : 1,01 €

Le plus fort billet en circulation est le billet de 20 dinars, l'équivalent d'environ 52 euros.
|                                                      |  |  |
| Photographie des pièces de monnaie (recto et verso). |  |  |